# 771 (numero)
Settecentosettantuno (771) è il numero naturale dopo il 770 e prima del 772.

## Proprietà matematiche
- È un numero dispari.
- È un numero composto, con 4 divisori: 1, 3, 257, 771. Poiché la somma dei suoi divisori (escluso il numero stesso) è 261 < 771 è un numero difettivo.
- È un numero semiprimo.
- È un numero omirpimes.
- È un numero palindromo nel sistema numerico binario, nel sistema numerico esadecimale, nel sistema di numerazione posizionale a base 4 (30003) e in quello a base 13 (474).
- È un numero 258-gonale.
- È un numero malvagio.
- È un numero colombiano nel sistema numerico decimale.
- È un numero intero privo di quadrati.
- È parte delle terne pitagoriche (96, 765, 771), (771, 1028, 1285), (771, 33020, 33029), (771, 99072, 99075), (771, 297220, 297221).

## Astronomia
- 771 Libera è un asteroide della fascia principale del sistema solare.
- NGC 771 è una stella della costellazione di Cassiopea.

## Astronautica
- Cosmos 771 è un satellite artificiale russo.